# Sierra Morena
Sierra Morena (česky Černé hory) je horské pásmo na Iberském poloostrově, na jihozápadě Španělska. Pohoří se rozkládá od jihozápadu k severovýchodu v délce okolo 400 km. Tvoří jižní hranici Mesety. Vytváří také rozvodí mezi řekami Guadiana na severu a Guadalquivir na jihu. Nejvyšší horou je Bañuela (1332 m) , dalšími nejvyššími vrcholy jsou Corral de Borros (1312 m) a Cerro de la Estrella (1298 m). Pohoří je zdrojem pro řadu mýtů a legend a má významné postavení v lokální španělské kulturní tradici.

## Geografie

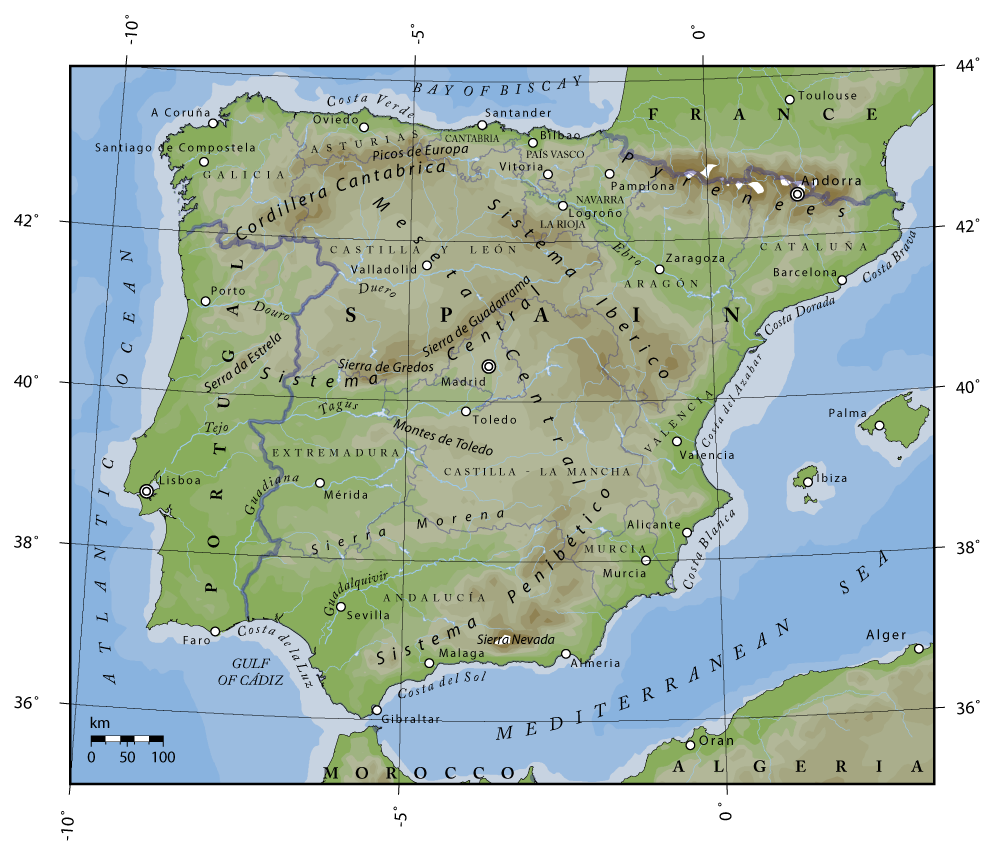
Fyzická geografie Španělska

Severní svahy pohoří jsou mírné a nenápadné, jižní oddělující pohoří od pánve řeky Guadalquiviru jsou naopak místy až 1000 m vysoké. Na západě, na portugalském území přechází pohoří ve vysočinu Algarve s nejvyššími vrcholy do 900 m v pohoří Serra de Monchique.